# 유년의 뜰
《유년의 뜰》은 오정희가 1981년 펴낸 소설집으로, 작가의 두 번째 소설집이다. 표제작 〈유년의 뜰〉과 〈중국인 거리〉, 이상문학상 수상작 〈저녁의 게임〉을 비롯 8편의 작품이 수록되었다.

## 수록 작품

### 저녁의 게임
2009년 저녁의 게임 (영화)으로 영화화되었다.